# Stefan Dimić
Stefan Dimić (Kirin Serbia: Стефан Димић; sinh ngày 1 tháng 5 năm 1993) là một tiền vệ bóng đá Serbia, thi đấu cho Mladost Lučani.

## Sự nghiệp câu lạc bộ
Dimić khởi đầu cùng với Rad, nhưng sau đó được cho mượn đến Palić, anh chưa ra mắt chính thức lần nào cho Rad. Sau đó anh chấm dứt hợp đồng, và chuyển đến Čukarički theo dạng cầu thủ tự do đầu năm 2014. Tiếp theo anh trải qua một giai đoạn cho mượn đến Sinđelić Beograd, Dimić ký hợp đồng với Zemun vào mùa hè 2016.